# 여수 충민사
여수 충민사(麗水 忠愍祠)는 대한민국 전라남도 여수시에 있는 사당으로 충무공 이순신, 의민공 이억기, 충현공 안홍국의 위패가 봉안된 곳이다. 1993년 6월 1일 대한민국의 사적 제381호로 지정되었다.
아산 현충사보다 105년 전에 지은 충무공 사액사당 제1호이다.
1601년(선조 34년) 영의정 오성 부원군 백사 이항복의 계청을 받아 왕명으로 통제사 이시언이 건립한 충무공의 사당으로 국내 최초이며, 최고의 것이다. 1868년(고종 5년) 대원군의 전국 서원 철폐 때 훼철되어 단만을 쌓았다가 1873년(고종 10년) 중수하였으나 1919년 일제의 탄압으로 다시 철폐되었다.
광복 후 1947년 복설, 현재는 여수 여천 충무공 유적 영구보존회에서 관리하고 있으나, 성역화 사업에는 조금 미흡한 점이 있다. 중건된 사우에는 충무공 이순신 장군을 주벽으로 하고 의민공 이억기, 충현공 안홍국을 배향하고 있다. 우부승지 김사용이 계청하여 사액(충민사공)을 받았다. 그 당시에는 목조 와즙의 맞배집으로 정면 3칸, 측면 2칸의 집이었다.
1971년부터 여수 여천 유림들이 중심이 되어 정화사업 5개년 계획을 수립하여 1975년부터 공사하고 착공으로 현재에 이르고 있다.

## 배향 인물
- 이순신
- 이억기
- 안홍국

## 참고 자료
- 이 문서에는 다음커뮤니케이션(현 카카오)에서 GFDL 또는 CC-SA 라이선스로 배포한 글로벌 세계대백과사전의 내용을 기초로 작성된 글이 포함되어 있습니다.